# Orden vom Goldenen Hirsch
Der Orden vom Goldenen Hirsch war ein Jagdorden der schlesischen Piasten, einer Herrscherdynastie im heutigen Polen.

## Geschichte
Der einklassige Orden wurde am 23. August 1672 anlässlich seiner Thronübernahme vom damals zwölfjährigen Herzog von Liegnitz, Brieg und Wohlau, Georg Wilhelm (* 1660; † 1675), dem letzten Fürsten aus dem Geschlecht der Piasten, gestiftet. Nach dessen frühzeitigem Tod infolge einer Jagd wurden seine Lande als erledigtes Lehen von der böhmischen Krone eingezogen und der Orden erlosch.

## Insigne
Das Ordenszeichen war ein goldenes Eichenblatt, auf welchem ein springender goldener Hirsch an zwei Kettchen hing. Im Revers zeigte der Orden ein rotemailliertes Herz, das mit einem weißemaillierten Kreuz belegt war. Das Ordenszeichen wurde an einer golddurchwirkten grünen Schleife getragen.